# Puente Marie
El puente Marie (del francés: Pont Marie) es un puente parisino sobre el río Sena. Está situado en el IV Distrito de la ciudad uniendo la Île Saint-Louis con la orilla derecha del río. Está catalogado como monumento histórico.
Fue clasificado como monumento histórico en 1887 y en 1999, quedó incluido dentro de la delimitación del ámbito de Riberas del Sena en París, bien declarado patrimonio de la Humanidad por la Unesco.

## Historia

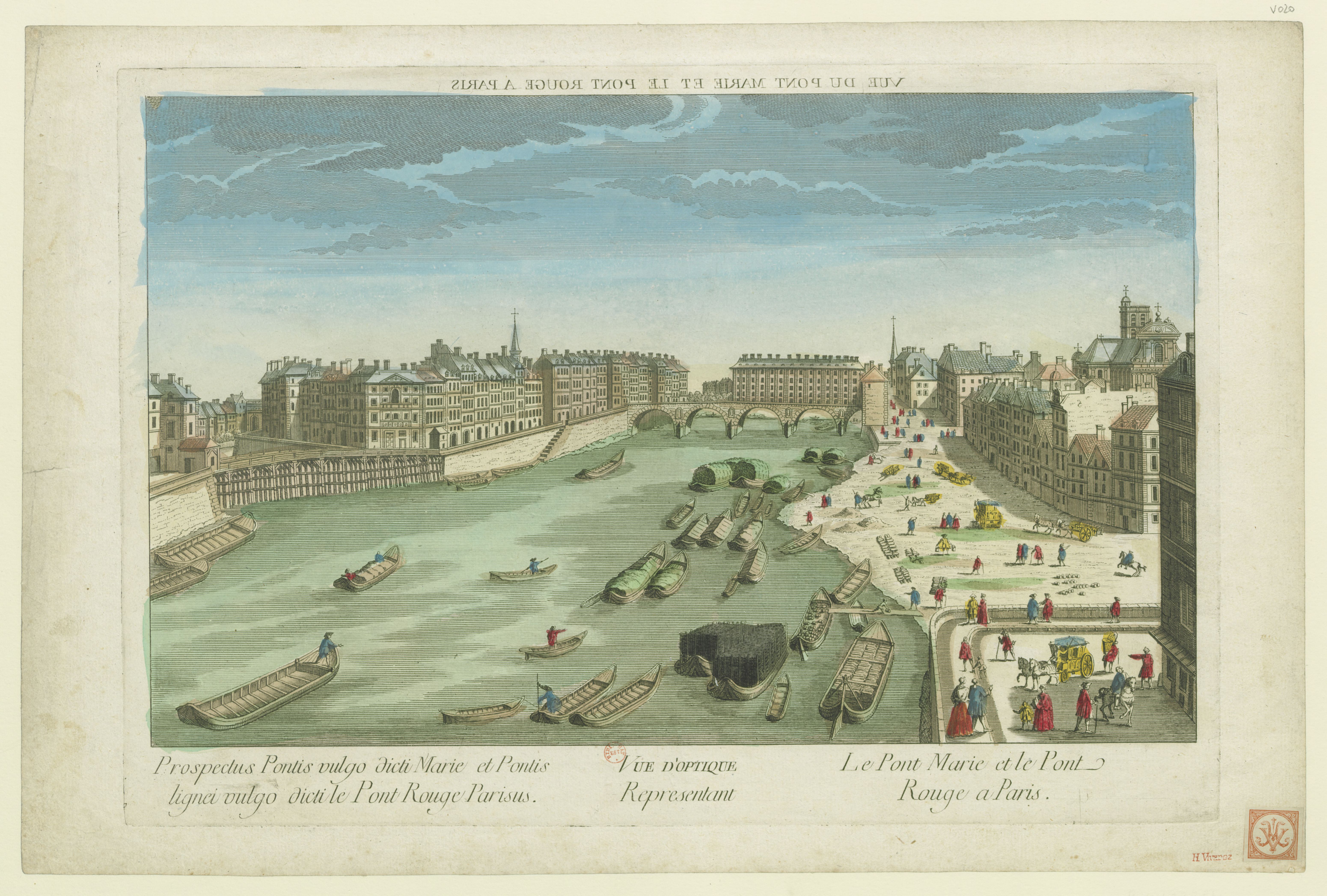
El puente hacia 1760.

El puente debe su nombre al ingeniero Christophe Marie encargado de su construcción entre 1614 y 1635. Esto le convierte en uno de los puentes más antiguos de París. Finalizada su construcción se le añadieron unas 50 casas. En 1658, una fuerte crecida del río se llevó por delante dos de los cinco arcos del puente y unas 20 viviendas. En 1660, un puente de madera volvió a permitir su uso. En 1677, se decidió reconstruirlo en piedra. No se hizo lo propio con las casas arrasadas por el agua, de hecho en 1769 se acabó prohibiendo cualquier tipo de construcción sobre el puente.

## Características
El puente mide 92 metros de largo y 22 de ancho. Se compone de cinco arcos y es totalmente de piedra. Los cinco arcos del puente son todos diferentes. Las tres pilas del puente, por ambos lados, poseen unas hornacinas para poner figuras de santos, sin embargo jamás fueron utilizadas. Además, existe en el puente una marca con la inscripción 1910 que señala la altura alcanzada por el agua en la famosa crecida de ese año.